# 阿方索三世 (阿斯圖里亞斯)
阿方索三世 （西班牙語：Alfonso III，約848年—910年12月20日），被稱為大帝，是萊昂、加利西亞及阿斯圖里亞斯的國王從866年直到他去世。他是奧多尼奧一世的兒子及繼承人。在後世的史料中他是最早被稱為「西班牙皇帝」的君王。他也擁有「全加利西亞親王」的頭銜。
阿方索的事蹟鮮為人知，主要為他的統治及他在哥多華的奧瑪雅王朝衰弱的時期，相對成功的鞏固雷昂王國。他與安達盧斯的穆斯林進行戰爭，並取得非常多次的勝利，然而他的王國一直都弱小於哥多華的政權，並且他因此被迫於向他們朝貢。
867年他擊敗了一群巴斯克的反抗軍，多年之後又擊敗了一群加利西亞的反抗軍。868年和878年分別征服了波多及科英布拉兩座城市。在大約869年，他與潘普洛納王國組成了一個同盟，並且透過與希梅娜（被認為是加西亞·伊尼格斯國王的女兒）結婚來凝聚同盟的聯結，希梅娜另有較小的可能只是希梅尼斯王朝的其他成員，阿方索並且將他的妹妹蕾歐德根狄亞嫁給潘普洛納的王子。
他下令編纂三部史書，來建立阿斯圖里亞斯王國是過去西哥德王國正統繼承國的說法。他也是藝術的資助者，如同他的祖父。他建造了聖阿德里亞諾·德·突尼翁教堂。根據一份可信度值得商榷的906年信件，阿方索安排從圖爾主教座堂購買了一頂「帝國皇冠」。
在他去世前一年，阿方索的三個兒子興起叛亂並迫使他退位，將王國瓜分給三人。長子加西亞成為雷昂國王。次子奥多尼奥統治加利西亞。而幼子弗鲁埃拉接收阿斯圖里亞斯並以奧維耶多為首都（Oviedo）。阿方索去世於薩莫拉（Zamora），可能是910年。之後加西亞死後無嗣，雷昂轉手給奥多尼奥，而奥多尼奥去世後兒子又因年幼無法繼位，因此弗鲁埃拉最後成為重新合併王國的國王，從而統一阿方索過去的領土。一年後弗鲁埃拉去世，開啟了超過一世紀造成王位繼承不穩定的一連串內亂鬥爭。

## 評註
1. ↑  España Sagrada. Memorias de los insignes monasterios de San Julián de Samos, y San Vicente de Monforte.
2. ↑  R. A. Fletcher, Saint James's Catapult: The Life and Times of Diego Gelmírez of Santiago de Compostela (Oxford, 1984), 317–23.